# Acraea thelestis
Acraea thelestis är en fjärilsart som beskrevs av Charles Oberthür 1893. Acraea thelestis ingår i släktet Acraea och familjen praktfjärilar. Inga underarter finns listade i Catalogue of Life.